# جيروم ماكارثي
جيروم ماكارثي (بالإنجليزية: E. Jerome McCarthy) E. Jerome McCarthy هو بروفيسور وباحث بجامعة ميتشيجان Michigan State University في علم التسويق وهو أيضاً مستشار معروف على مستوى عالمي في علم التسويق. كان هو المسؤول عن وضع نظرية المزيج التسويقي Marketing Mix أو ما يعرف بـمبدأ الــ 4P's الشهير. وهو أحد مؤلفين أكثر كتب التسويق شهرة ً "Basic Marketing".